# Sacramenia
Sacramenia er en by og kommune i det centrale Spanien i provinsen Segovia. Den har et indbyggertal på 330 (2024) indbyggere.